# Беншабла, Абдельхафид
Абдельхафид Беншабла (араб. عبد الحفيظ بن شبلة‎, род. 26 сентября 1986, Бумердес, Алжир) — алжирский боксёр-любитель, выступающий в категориях до 81 кг и до 91 кг.
Участник четырёх Олимпийских игр (2008, 2012, 2016, 2020 годов), чемпион Всеафриканских игр (2011), серебряный призёр Всеафриканских игр (2007), серебряный призёр Средиземноморских игр (2009), победитель и призёр международных и национальных турниров в любителях.

## Любительская карьера

### Олимпийские игры 2008 года
На Олимпиаде 2008 года в Пекине в весовой категории до 81 кг победил индийца Кумара Динеша техническим нокаутом, египтянина Рамадана Яссера и проиграл в четвертьфинале китайцу Чжан Сяопиню.

### Олимпийские игры 2012 года
На Олимпиаде 2012 года в весовой категории до 81 кг начал своё участие со второго круга и победил боксёра из Германии Энрико Кёллинга (12-9), но проиграл на стадии четвертьфинала украинцу Александру Гвоздику.

### Олимпийские игры 2020 года
В феврале 2020 года в Дакаре (Сенегал) занял 2-е место на квалификационном турнире от Африки и получил лицензию для выступления на Олимпийских играх 2020 года. Во время борьбы на квалификационном турнире: в четвертьфинале по очкам победил Гвинейца Ибрахима Барри, в полуфинале по очкам победил египтянина Юсефа Али Карара, но в финале по очкам проиграл марокканцу Юнесу Баала.
И в июле 2021 года участвовал в Олимпийских играх в Токио, где в 1/16 финала соревнований победил со счётом 4:1 боксёра из Узбекистана Санжара Турсунова, но в 1/8 финала по очкам проиграл россиянину Муслиму Гаджимагомедову.